# Krześnica
Krześnica [kʂɛɕˈnit͡sa] (tiếng Đức: Wilkersdorf) là một ngôi làng thuộc khu hành chính của Gmina Dębno, thuộc quận Myślibórz, West Pomeranian Voivodeship, ở phía tây bắc Ba Lan. Nó nằm khoảng 9 kilômét (6 mi) phía nam Dębno, 33 km (21 mi) phía nam Myślibórz và 85 km (53 mi) phía nam thủ đô khu vực Szczecin.
Trước năm 1945, khu vực này là một phần của Đức. Đối với lịch sử của khu vực, xem Lịch sử của Pomerania.
Ngôi làng có dân số ước tính là 381.